# Henry Smith (homme politique britannique)
Pour les articles homonymes, voir Henry Smith.
Henry Edward Millar Smith (né le 14 mai 1969) est un homme politique du Parti conservateur anglais. Il est chef du conseil du comté de West Sussex de 2003 à 2010. Il est député de Crawley de 2010 à 2024.

## Éducation
Smith est né le 14 mai 1969 à Epsom, Surrey. Il fait ses études à la Chinthurst School, Tadworth, Surrey - à l'époque une école préparatoire pour garçons - puis à la Frensham Heights School, une école indépendante mixte à Farnham dans le Surrey, puis à l'University College de Londres, où il obtient un BA en Philosophie.

## Début de carrière
Smith se présente sans succès en tant que candidat conservateur dans le quartier Pound Hill South du Crawley Borough Council en 1996. Cependant, il est élu en 2002 comme conseiller conservateur du quartier Pound Hill North. Il sert jusqu'aux élections en mai 2006, date à laquelle il ne se représente pas. Smith se présente comme candidat du Parti conservateur pour le quartier Furnace Green du conseil du Sussex de l'Ouest et est élu en 1997, avant d'être réélu dans le même quartier en 2001, puis élu dans le quartier Pound Hill Worth & Maidenbower en 2005 et 2009. Il devient chef du conseil en 2003 à l'âge de 34 ans, devenant ainsi le plus jeune chef de conseil de comté du pays. À l'époque, il travaille également pour une entreprise d'investissement immobilier basée à Crawley dans le Sussex de l'Ouest.
Smith est président du South East Counties Leaders Group (dernièrement South East Strategic Leaders) de 2007 à 2010, et est précédemment gouverneur des lycées The Oaks, The Brook et Oriel à Crawley. Il co-écrit la publication de 2005 Direct Democracy.

## Carrière parlementaire
Smith se présente sans succès en tant que candidat conservateur pour Crawley aux élections générales de 2001 et 2005. Il est battu par la députée sortante Laura Moffatt (en), réalisant pour la deuxième fois le plus grand swing national des travaillistes aux conservateurs, réduisant la majorité à 37 voix, la plus petite du pays. Il est élu au Parlement lors des élections générales de 2010. Après son élection en tant que député de Crawley, il démissionne de son poste de conseiller du comté de West Sussex le 1er septembre 2010. Il est réélu aux élections générales de 2015, aux élections générales de 2017 et aux élections générales de 2019, battant cette année-là Peter Lamb qui sera élu en 2024.
Smith est un eurosceptique qui soutient les appels d'arrière-ban à un référendum précoce sur la sortie de l'UE. Il dément à plusieurs reprises les rumeurs d'une possible défection à l'UKIP en 2014, insistant sur le fait qu'il soutenait les autres politiques des conservateurs et estimait qu'elles étaient la meilleure option pour un référendum sur l'UE.
Ayant précédemment critiqué la conduite du gouvernement dans les négociations sur le Brexit, il soumet une lettre de défiance à la chef du Parti conservateur Theresa May le lendemain de la publication du projet d'accord de retrait entre le Royaume-Uni et l'UE.